# All the Invisible Children
All the Invisible Children è un film a episodi del 2005, diretto da Mehdi Charef, Emir Kusturica, Spike Lee, Kátia Lund, Jordan Scott, Ridley Scott, Stefano Veneruso e John Woo. Il film è diviso in sette cortometraggi, che raccontano della vita quotidiana dei bambini "invisibili" in diverse parti del mondo.

## Trama
- Tanza di Mehdi Charef, in cui un piccolo africano è costretto a combattere come bambino soldato.
- Blue Gipsy di Emir Kusturica, dove un bambino, ormai scontata la pena in un carcere minorile, deve affrontare una decisione molto difficile: uscire dal carcere e seguire suo padre che lo costringerebbe a rubare continuamente oppure vagare libero per il mondo.
- Jesus Children of America di Spike Lee, dove Blanca, una bambina di Brooklyn, è affetta dall'AIDS, a causa dei suoi genitori tossicodipendenti, e per questo motivo viene continuamente derisa dalle sue compagne. Ma infine i suoi genitori, consapevoli della situazione, decideranno di farle frequentare un centro di recupero per malati.
- Bilù e Joao di Kátia Lund, dove due ragazzi che devono aiutare la famiglia comprano i mattoni che serviranno per la costruzione di una casa. Per raggiungere tale scopo, essendo poveri, sono costretti a dover raccogliere la spazzatura da terra e poi ricevere i soldi dalla discarica.
- Jonathan di Jordan Scott e Ridley Scott.
- Ciro di Stefano Veneruso, la storia di due bambini napoletani che vivono in mezzo a forti difficoltà e rapine.
- Song Song and Little Cat di John Woo, dove il regista lancia un intenso messaggio rappresentando la vita di due bambine appartenenti a ceti sociali fortemente contrapposti.

## Produzione
Il film è stato ideato da Chiara Tilesi e prodotto da Chiara Tilesi, Stefano Veneruso e Maria Grazia Cucinotta.

## Distribuzione
È stato presentato in anteprima il 1º settembre 2005 al Festival del cinema di Venezia, mentre nelle sale italiane è uscito il 3 marzo 2006.